# Aeropuerto Internacional Marechal Rondon
El Aeropuerto Internacional Marechal Rondon (Código IATA: CGB /Código OACI: SBCY) es el principal aeropuerto del estado de Mato Grosso, Brasil. El aeropuerto está situado en Várzea Grande a solo 8 kilómetros del centro de Cuiabá, la capital del estado. 
Es clasificado como internacional, con un movimiento de pasajeros de más de 2,500,000 pasajeros en 2011, y en el mismo año se convirtió en el segundo aeropuerto con mayor movimiento del centro-oeste de Brasil. Según datos de la empresa Brasilera de Infraestructura aeropurtuaria.
En su interior, existen dos grandes obras de arte, demostrando las bellezas del Pantanal: un cuadro del pintor Irigaray mistrando un indio y un cuadro de Daniel Dorileo mostrando un Arara-azul. Las pinturas son usadas para esconder la parte del termina que aún no será ampliada y se convirtió en una importante característica del aeropuerto.

## Aerolíneas y destinos
| Aerolíneas                     | Ciudades | Alianza |
| ------------------------------ | --- | ------- |
| Azul Líneas Aéreas 22 destinos | Nacionales: (22) Água Boa / Alta Floresta / Aripuanã / Barra do Garças / Belo Horizonte / Brasilia / Cacoal / Campinas / Campo Grande / Ji-Paraná / Juína / Natal / Navegantes (Inicia 10 de noviembre de 2022) / Palmas / Porto Velho / Río de Janeiro / São Félix do Araguaia / São José do Rio Preto / São Paulo-GRU / Sinop / Sorriso / Vilhena | N/A     |
| Gol Linhas Aéreas 3 destinos   | Nacionales: (3) Brasilia / São Paulo-GRU | N/A     |
| LATAM Brasil 2 destinos        | Nacionales: (2) Brasilia / São Paulo-GRU / São Paulo | N/A     |

## Accidentes e incidentes
- 7 de diciembre de 1960: Un Curtiss C-46A-60-CK Commando de la aerolínea Real Transportes Aéreos con matrícula: PP-AKF que pertenecían a Transportes Aéreos Nacional, con número de vuelo 570, desde Cuiabá hacia Manaus, se estrelló en las montañas Cachimbo. El motor n.º 2 falló durante el vuelo y la aeronave perdió altitud. El piloto lanzó algo de carga pero el avión siguió perdiendo altura. Finalmente se estrelló y posteriormente se incendió. 15 pasajeros fallecieron junto con la tripulación.[1]

- 12 de agosto de 1965: Un Curtiss C-46A-50-CU Commando de la aerolínea Paraense Transportes Aéreos con matrícula PP-BTH, en ruta desde Cuiabá, sufrió un incendió en la cabina y se estrelló en la localidad de Buracão, cerca de la Barra do Bugres, en el estado de Mato Grosso. Los 13 pasajeros y la tripulación murieron.[2]

- 30 de marzo de 1980: Un Britten Norman BN-2A-9 Islander, de la aerolínea Brasil Central Linhas Aéreas, con matrícula: PT-JSC entró en pérdida y posteriormente se estrelló tras el despegue de Cuiabá. Los 9 ocupantes murieron.[3]

- 23 de junio de 1985: Un Embraer EMB 110 Bandeirante, , de la aerolínea TABA – Transportes Aéreos da Bacia Amazônica, con matrícula: PT-GJN volaba desde Juará hacia Cuiabá, durante la aproximación para aterrizar en Cuiabá, tuvo problemas técnicos en el motor número 1. La tripulación intentó un aterrizaje de emergencia, pero el avión entró en pérdida y se estrelló a 1 km de la pista. Los 17 ocupantes murieron.[4]